# 티베트 이름
티베트 이름은 티베트 지역에서 사용되는 이름이다. 
티베트 문화는 부계적이다. 모든 성씨은 고대 티베트에 거주했다고 알려진 네 개의 고대 씨족인 세, 르무, 스통 및 르동에서 시작한 것으로 추정된다. 4개의 씨족은 드부라, 브구르, 르동, 르가, 드바스 및 브라다부의 가지로 더 나뉜다. 씨족 간 결혼으로 더 많은 하위 씨족들이 탄생했다.
캄과 암도의 티베트인들은 성씨를 사용하는 반면, 중부 티베트 주민들은 수세기 전에 성씨 사용을 중단했다.

## 이름
| 이름     | 발음       | 의미                             | Reference |
| -------- | ---------- | -------------------------------- | --------- |
| བསྟན་འཛིན  | 텐진, 텐징 | 불경의 소유자                    |           |
| རྒྱ་མཚོ     | 갸초       | 대양                             |           |
| སྐལ ་ བཟང | 켈상       | 좋은 인연, 행운, 황금의 시대, 꽃 |           |
| ཉི་མ      | 니마       | 태양                             |           |
| རྡོ་རྗེ      | 돌지       | 불멸, 무적, 바즈라               |           |
| དོན་གྲུབ    | 돈         | 소원의 이루어짐                  |           |
| མེ་ཏོག     | 메도       | 꽃                               |           |
| ལྷ་མོ      | 라모       | 여신                             |           |
| སྒྲོལ་མ     | 돌마       | 타라보살, 여신                   |           |
| པད་མ     | 페마       | 연꽃                             |           |
| ཚེ་རིང     | 체링       | 장수                             |           |
| རྒྱལ་མཚན   | 걀         | 승리의 깃발, 드바자              |           |
| ཡེ་ཤེས     | 예쉬       | 지혜, 즈냐나                     |           |
| བསོད་ནམས  | 소남       | 공덕, 미덕                       |           |
| བདེ་སྐྱིད    | 디키       | 행복                             |           |
| ཟླ་བ      | 다와       | 달                               |           |
| བཀྲ་ཤིས    | 타시       | 상서로움, 행복                   |           |
| བདེ་ལེགས   | 델릭, 델레 | 행복                             |           |
| རིན་ཆེན    | 린첸       | 보물, 보석                       |           |
| དབང ་ མོ  | 왕모       | 건강하고 행운이 있는 여성        |           |
| བདེ ་ ཆེན  | 데첸       | 큰 행복                          |           |